# Гёттлесбрун-Арбесталь
Гёттлесбрун-Арбесталь (нем. Göttlesbrunn-Arbesthal) — коммуна (нем. Gemeinde) в Австрии, в федеральной земле Нижняя Австрия. 
Входит в состав округа Брук-на-Лайте.  Население составляет 1360 человек (на 31 декабря 2005 года). Занимает площадь 26,15 км². Официальный код  —  3 07 08.

## Политическая ситуация
Бургомистр коммуны — Франц Глок (АНП) по результатам выборов 2005 года.
Совет представителей коммуны (нем. Gemeinderat) состоит из 19 мест.
- АНП занимает 13 мест.
- СДПА занимает 6 мест.